# Conor Coady
Conor David Coady (St Helens, 25 de fevereiro de 1993) é um futebolista inglês que atua como zagueiro. Atualmente joga pelo Wrexham.

## Carreira
Conor Coady começou a carreira no Liverpool.

## Títulos
Wolverhampton Wanderers
- EFL Championship: 2017–18[3]

Leicester
- EFL Championship: 2023-24

Inglaterra sub-17
- Campeonato Europeu de Futebol Sub-17: 2010